# La Anam (película)
La Anam (en egipcio:لا أنام) es una película egipcia de melodrama de 1957. Protagonizada por Faten Hamama y Yehia Chahine. La misma sigue la intrincada historia de Nadia Lutfi, una hija de padres divorciados que sufre de complejo de Electra, que la impulsa a intervenir en las relaciones de su padre.
Dirigida por el director de cine egipcio Salah Abu Seif, esta película está basada en una novela del mismo nombre escrita por el novelista egipcio Ihsan Abdel Quddous. La película, está en el puesto 29 del mejor cine egipcio por la comisión de cine del Supremo Consejo de Cultura en El Cairo. Fue lanzada en DVD como parte de la colección de Clásicos del Cine Egipcio. La Anam es una de las diez primeras películas egipcias a color.

## Sinopsis
Nadia Lutfi (Faten Hamama) es una joven que pertenece a una aristocrática familia de clase alta. Después de que sus padres se divorcian , su padre mantiene su custodia. Ella vive con su padre (Yehia Chahine) y a través de los años desarrolla una relación muy estrecha y fuerte con él hasta el punto de sentirse sexualmente atraída hacia él, con un comportamiento obsesivo conocido como complejo de Electra.
A la edad de 18 años, inicia una prematura relación con Mustafah (Imad Hamdi), un escritor y periodista que es mayor que ella. Mientras tanto, su padre conoce y se enamora de otra mujer, Safia (Myriam Fakhr Eddine). Él decide casarse con ella, y Nadia se ve obligada a aceptarla. Sin embargo, su padre poco a poco comienza a pasar más tiempo con su nueva esposa, lo que desagrada a Nadia que no recibe la misma cantidad de amor y atención que antes. Ahora viendo a Safia como su enemiga, Nadia planea vengarse de su madrastra acusandola de tener una relación con Aziz (Omar Sharif), su joven tío.
Para convencer a su padre, tuvo que pedir a su amiga Kawthar (Hind Rostom), una voluptuosa y licenciosa mujer de seducir a su padre. Nadia tiene éxito en su conspiración resultando en el divorcio de su padre. No sólo eso su padre decide casarse con Kawthar. Seducida por la riqueza del hombre, ella acepta casarse con él. Nadia está destrozada cuando descubre que Kawthar está teniendo una aventura con un hombre joven, Samir (Rushdy Abaza), y que solo le interesa la fortuna de su padre.

## Elenco
- Faten Hamama como Nadia Lutfi.
- Yehia Chahine como el padre de Nadia.
- Mariam Fakhr Eddine como Safia.
- Imad Hamdi como Mustafah.
- Hind Rostom como Kawthar.
- Rushdy Abaza como Samir.
- Omar Sharif como Aziz.

## Recepción
Se estrenó en el teatro Cinema Miami en El Cairo el 31 de noviembre de 1957 y se encontró con un gran éxito y reconocimiento en Egipto y el mundo de habla árabe. Esto principalmente debido su reparto estelar y el hecho de que fue una de las primeras películas a colores egipcias. La película ha mantenido su popularidad y ha sido seleccionada de entre las mejores películas nacionales en 1996 por la asociación de cine egipcio. Sin embargo, debido a su controvertido tema, no fue transmitida con frecuencia en la televisión.